# Bad Tölz
Bad Tölz er en by i Tyskland i delstaten Bayern ved floden Isar med omkring 18.000 indbyggere. Byen er det administrative center i landkreisen Bad Tölz-Wolfratshausen.

## Historie
Området har været beboet siden stenalderen. Der er fundet spor efter Hallstattkulturen.
Navnet Tölz dukkede første gang op i dokumenter mod slutningen af 1100-tallet. Hainricus de Tolnze byggede en borg på stedet, som kontrollerede floden og trafikken på vejene, men den findes ikke længere. I 1331 gjorde Ludwig 4. Tölz til købstad.
I 1300-tallet var Tölz omlastningssted for salt- og tømmertrafik på Isar. I 1453 blev handelsgaden, kirken og borgen ødelagt af en brand. Hertug Albrecht 3. genopbyggede byen i sten. Han byggede også paladset, som stod der frem til 1770, da det var så faldefærdigt, at det blev revet ned.
Trediveårskrigen (1618–1648) førte pest og ødelæggelse til regionen. Under den spanske arvefølgekrig gik det bedre for byen, som nu handlede med kalk og trævarer.
I midten af 1800-tallet blev der opdaget naturlige kilder omkring Tölz. Byen blev et kursted. I 1899 fik byen navnet Bad Tölz.
I 1934 blev en SS-Junkerschule (en kandidatskole for SS-officerer) oprettet i Bad Tölz, og den var i drift til slutningen af 2. verdenskrig.
Bad Tölz er i dag kendt som et kursted med et historisk bycentrum fra middelalderen og flot udsigt mod Alperne. På vestsiden af Isar ligger Kurverwaltung, et moderne kursted med vand rigt på jod.